# Namaz (hrana)
Namaz je hrana koja se zbog svoje konzistencije lako maže na hljeb i ostale proizvode od raznih žitarica, poput lepine, dvopeka, keksa (npr. krekera), peciva od lisnatog tijesta ili palačinke.
Namazi mogu biti slatki ili slani, biljnog ili životinjskog porijekla. Takođe su mogući i miješani oblici. Priprema se industrijski i nalaze se u prodaji ili domaći namazi umiješani po raznim recepturama.

## Slani namazi
Slani namazi mogu se pripremiti od ribe (npr. konzervisane tune ili srdela, lososa), mesa (npr. tatarski biftek od svježe sirove goveđe pisanice), jetre u obliku raznih pašteta, više ili manje pikantnih, zavisno o začinima koji se u njih dodaju.
Razni namazi biljnog porijekla poput humusa (orijentalnog namaza od slanutka), namazi sa svježim sirom ili gorgonzolom, crvenim lukom, a maslac ili margarin uobičajno mogu poslužiti kao samostalni namaz ili je temelj smjese.
Takođe i svinjska mast može poslužiti kao namaz ili osnova u koju se dodaju fino usitnjeni čvarci, pančeta, papar i drugi začini. Od sitno nasjeckane pančete ili slanine uz dodatak peršina, češnjaka, soli, bibera dobije se namaz (pešt ili zaseka) koji se može namazati ili se dodaje raznim jušnim jelima (maneštrama) od graha ili kiselog kupusa.
Vegetarijanski namazi obično se rade od svježeg tofua, raznih vrsta povrća (npr. patlidžana, avokada, romaneskoa, gljiva, pasulja), s dodacima sjemenki (npr. bučinih, suncokretovih, sezamovih, bademovih) i raznim začinima. Omiljeni vegetarijanski namazi su maslac od kikirikija ili sezama. Isto tako postoje i razne vrste namaza koje se rade od ekstrakta kvasca uz dodatak nekih drugih sastojaka, a najpoznatiji među takvim namazima su marmite, vegemite, promite, cenovis, te bovril.
Česti sastojak raznih namaza su sitno nasjeckani ukiseljeni krastavci, kapare, feferoni, hren, masline, češnjak, limunov sok, jaja (koja mogu biti i glavni sastojak nekog namaza), kiselo ili slatko vrhnje, majoneza, senf, razne vrste jestivih ulja, ocat, a od začina su najčešći sol, biber, ljuta ili slatka začinska paprika, svježi bosiljak, peršin, celer, sojin, vorčester ili tabasko umak, konjak, vino.
U Meksiku se tradicionalno radi guacamole, namaz (umak) kojemu je glavni sastojak avokado.

## Slatki namazi
Prirodni slaki namaz je med, javorov sirup, razne domaće ili industrijski pripremljene marmelade, džemovi, pekmezi, zatim maslac od kikirikija i maslac od lješnjaka, namazi od lješnjaka, rogača, ili čokolade. Neki od tih namaza premazuju se samostalno na vafle ili na kruh već premazan maslacem ili margarinom.

## Spoljašnje veze
Mediji vezani za članak Namaz na Vikimedijinoj ostavi